# Stenopterus
Stenopterus is een kevergeslacht uit de familie van de boktorren (Cerambycidae). De wetenschappelijke naam van het geslacht werd voor het eerst geldig gepubliceerd in 1804 door Illiger.

## Soorten
Stenopterus omvat de volgende soorten:
- Stenopterus adlbaueri Sama, 1995
- Stenopterus ater (Linnaeus, 1767)
- Stenopterus atricornis Pic, 1891
- Stenopterus creticus Sama, 1995
- Stenopterus flavicornis Küster, 1846
- Stenopterus kraatzi Pic, 1892
- Stenopterus mauritanicus Lucas, 1849
- Stenopterus rufus (Linnaeus, 1767)
- Stenopterus similatus Holzschuh, 1979